# قلب المحيط

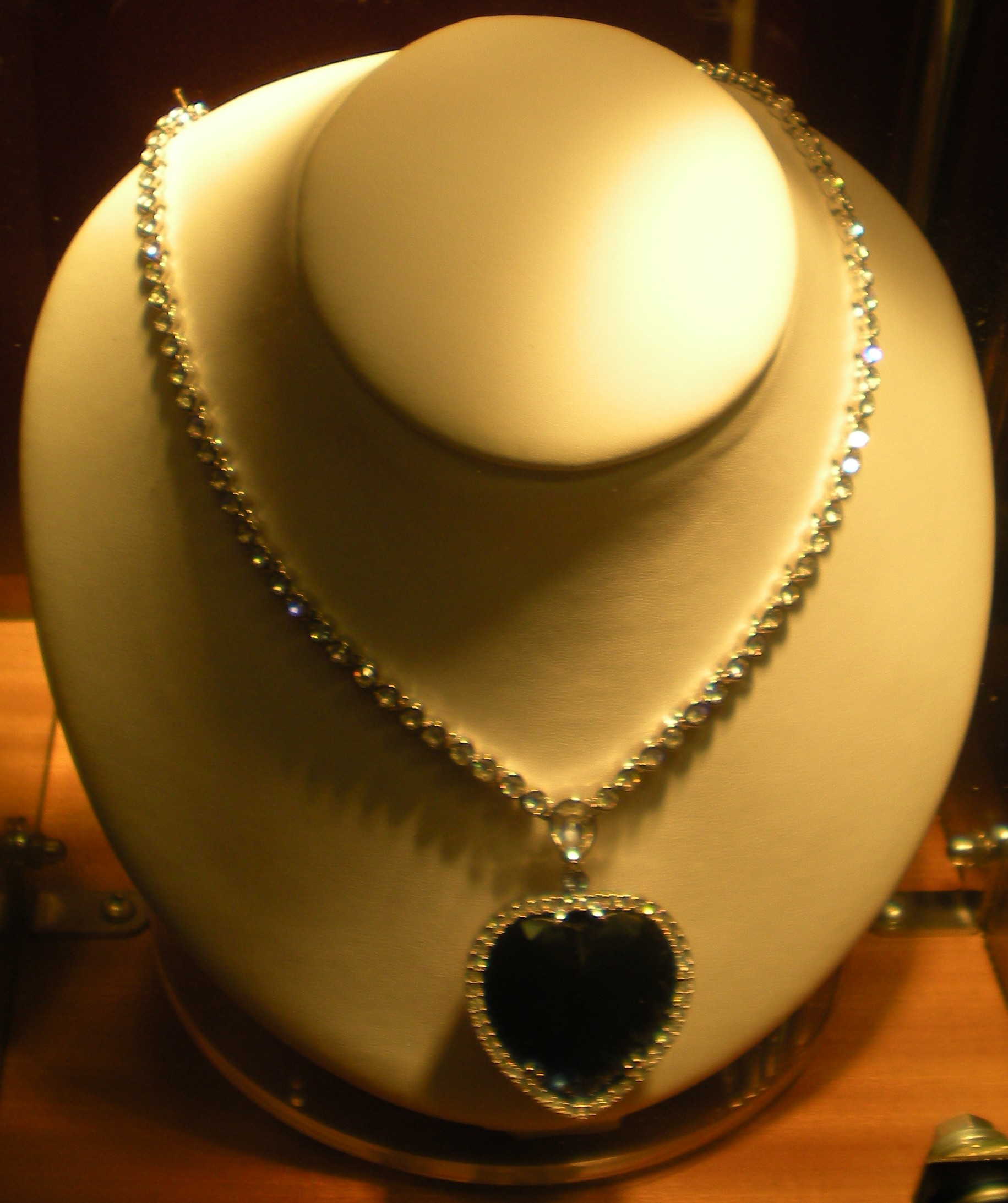
قلادة قلب المحيط

قلب المحيط (بالإنجليزية: Heart of the Ocean)‏، هو ماس أزرق خيالي ظهر بشكل بارز في فيلم تيتانيك 1997. حيث في سياق القصة، كان في الأصل ماسة 56 قيراط تابعة للملك لويس السادس عشر ومُخرّزة على شكل بيضاوي بعد الثورة الفرنسية. في سياق الفيلم، تم شراء القلادة من قِبل رجل الأعمال في بيتسبيرغ كاليدون هوكلي، الذي مثَّل دوره المُمثل بيلي زين، قبل أسبوع من إبحاره على متن السفينة آر إم إس تيتانيك. إذ كان من المُفترض أن يتم تقديم هذه القلادة كخطبة هدية لخطيبته روز ديويت بوكاتير، التي لعبت دورها كيت وينسلت (في صباها) وغلوريا ستيوارت (في كِبرها). كان شائعاً أن القلادة سقطت مع غرق السفينة، مما دفع بعض خبراء البحث عن الكنوز إلى الاعتقاد بأن القلادة تقع في مكان ما داخل حطام سفينة تايتانيك.

## الأصل
تحمل قصة ماسة الأمل الكثير من أوجه التشابه مع قصة قلب المحيط مع استثناء واضح وهو عدم وجودها على متن السفينة تيتانيك. في فيلم تيتانيك الذي أُنتج عام 1943، يلعب الألماس الأزرق دورًا مهمًا في علاقة غرامية بالحب أيضًا. النقطة الأساسية في هذا الفيلم السابق هي سرقة الماس، الذي يخلق حبكة مثيرة في علاقة رومانسية تشبه فيلم 1997.

## فيلم 1997
في فيلم 1997، يبحث صياد الكنوز الخيالي، بروك لوفيت (بيل باكستون)، عن قلادة من الماس الأزرق الذي لا يقدر بثمن والذي يعتقد أنه يقع داخل حطام آر إم إس تيتانيك. يوضح لوفيت أن القلادة صُنعت من ماس كبير أزرق يرتديه لويس السادس عشر في تاجه الملكي. حيث تم قطع الماس إلى شكل قلب وأصبح يعرف باسم قلب المحيط بعد وقت قصير من إعدام الملك في عام 1793. تتشابه قصة قلب المحيط مع قصة ماسة الأمل، إلا أن ماسة الأمل كان يرتديها لويس الرابع عشر في قلادة ملكية. ويتضح أن فكرة لوفيت حول مكان الماس تبدو مؤكدة عندما يكتشف فريقه رسماً ترتدي فيه امرأة عارية القلادة. يرجع تاريخ الرسم إلى 14 أبريل 1912، وهو اليوم الذي غرقت فيه تايتانيك.
في وقت لاحق، شاهدت امرأة مسنة (غلوريا ستيوارت) اكتشاف لوفيت على الأخبار واتصلت على الفور بفريق الإنقاذ. بدعوى أنها المرأة في الصورة والتي تُدعى روز ديويت بوكاتير، يتم بعد ذلك نقلها على الفور إلى سفينة إنقاذ لوفيت. تطلب روز عرض الرسم المسترجع ويظهر لها لوفيت بعض القطع الأثرية التي تم إنقاذها من الحطام، وتحديدا تلك المستردة من قاعة المناسبات الخاصة بها على تيتانيك. خلال هذا المشهد، يكشف لوفيت عن أصل الماس وأنه إذا تم استردادها، فإن قلب المحيط سيكون أكثر قيمة من ماسة الأمل. أثناء فحص مشط الفراشة المزخرفة التي كانت إحدى ملكيات هذه المرأة في السفينة، تصبح روز عاطفية وتبدأ في سرد تفاصيل الأحداث على متن سفينة تايتانيك. خلال الفيلم يتناوب منظور الجمهور بين الماضي والحاضر بينما تشارك روز ذكرياتها. تكشف روز عن التفاصيل الحميمة لعلاقتها بالرسام جاك داوسون (ليوناردو دي كابريو) والتي استمرت حتى ليلة الغرق.
في نهاية الفيلم، تمشي روز بمفردها إلى مؤخرة سفينة البحث وتفتح يديها وهي تكشف عن القلادة. حيث كانت تمتلكها بعد وصولها إلى نيويورك في العام 1912 واكتشافها القلادة في المعطف التي كانت ترتديه. بعد ذلك تسقط روز بابتسامة القلادة من يدها في الماء الذي من المفترض أنه فوق موقع حطام تايتانيك.

## التصميم
استخدم أصحاب المجوهرات المتمركزون في لندن، أسبري وجيرارد، الزركونيا المكعبة الموضوعة في الذهب الأبيض لإنشاء قلادة على الطراز الإدواردي لاستخدامها في الفيلم. قام أصحاب المجوهرات بإنتاج وتصميم القلائد: وكانت النتيجة ثلاثة تصاميم مختلفة وفريدة من نوعها. واستخدم اثنان من تصاميمهما في الفيلم بينما لم يتم استخدام الثالث حتى بعد عرض الفيلم.

### القلادة الأصلية
كانت القلادة الأصلية هي القلادة التي شوهدت طوال الفيلم. تحتوي هذه القلادة على حجر تنزانييت كبير باللون الأزرق من لندن ومقطّع في قلب ترليون / بلا قلب محاط بحبات زركونيا مكعبة بيضاء مستديرة من الذهب الأبيض. كانت هيئة هذه القلادة عبارة عن زركونيا مكعبة بيضاء مقطوعة على شكل قلب ومعلقة بحجر أبيض دائري ومعلق على القفص الموجود على الحجر الرئيسي.